# Turning Point 2013
Turning Point 2013 è stata la decima edizione e la prima ad essere trasmessa in formato gratuito e non in pay-per-view. L'evento si è svolto il 21 novembre 2013 presso la Impact Wrestling Zone di Orlando in Florida ed è stato trasmesso dall'emittente televisiva Spike TV.

## Risultati
| # | Match                                                | Stipulazioni | Durata |
| - | ---------------------------------------------------- | --- | ------ |
| 1 | Magnus ha sconfitto Samoa Joe                        | Falls Count Anywhere match 1º round del torneo per il titolo TNA World Heavyweight Championship                                                                   | 11:19  |
| 2 | Gail Kim (con Lei'D Tapa) ha sconfitto Candice LeRae | Single match | 01:52  |
| 3 | Bobby Roode ha sconfitto James Storm                 | Texas Bullrope match 1º round del torneo per il titolo TNA World Heavyweight Championship                                                                         | 12:00  |
| 4 | Ethan Carter III ha sconfitto Shark Boy              | Single match | 02:05  |
| 5 | Mr. Anderson ha sconfitto Bully Ray (con Brooke)     | No Disqualification match Se vinceva Mr. Anderson gli Aces & Eights dovevano sciogliersi e se avesse vinto Bully Ray Mr. Anderson avrebbe dovuto lasciare la TNA. | 13:05  |
|   |                                                      | (c) = campione in carica al momento dell'inizio del match |        |